# Dominika Sadowska
Dominika Sadowska (ur. 1977 w Opolu) – polska fotografka, graficzka. Członkini stowarzyszenia Grafikens Hus. Stypendystka Ministra Kultury i Dziedzictwa Narodowego, zdobywczyni nagród krajowych i międzynarodowych.

## Wykształcenie
W latach 1996–2001 uczyła się na Akademii Sztuk Pięknych im. Władysława Strzemińskiego w Łodzi. W roku 2001 uzyskała dyplom magistra na Wydziale Grafiki i Malarstwa ASP w Łodzi.
W 2012 roku uzyskała doktorat na Wydziale Operatorskim i Realizacji Telewizyjnej Państwowej Wyższej Szkoły Filmowej, Telewizyjnej i Teatralnej im. Leona Schillera w Łodzi. Praca praktyczna miała tytuł Percepcja nienasycona. Habilitowała się w 2020 roku.

### Działalność dydaktyczna
- 2004 – 2005 – Wykładowczyni na Wydziale Grafiki Komputerowej, Wyższa Szkoła Kupiecka w Łodzi[4]
- 2004 – 2007 – Nauczycielka na kierunku Fototechnik, Centrum Kształcenia Kadr Profesja[4]
- 2005 – 2009 – Wykładowczyni na Wydziale Artystycznej Grafiki Komputerowej, Wyższa Szkoła Informatyki w Łodzi[4]
- 2009 – 2013 – Asystentka na Zaoczne Studium Fotografii, studia II st., Uniwersytet Artystyczny w Poznaniu[4]
- 2010 – 2019 – Wykładowczyni na Katedra Edukacji Artystycznej i Pedagogiki Twórczości, Wydział Nauk o Wychowaniu, Uniwersytet Łódzki[4]
- 2016 – 2017 – Wykładowczyni Katedra Fotografii, Wydział Operatorski i Realizacji Telewizyjnej, Państwowa Wyższa Szkoła Filmowa, Telewizyjna i Teatralna w Łodzi[4]
- 2007 – 2013 – Asystentka na Katedrze Multimediów, Wydział Grafiki i Malarstwa, ASP w Łodzi[4]
- 2013 – 2019 – Adiunktka na Katedrze Multimediów i Fotografii, Wydział Sztuk Wizualnych, ASP w Łodzi[4]
- 2019 – Wykładowczyni na Katedrze Fotografii, studia zaoczne II st., Wydział Operatorski i Realizacji Telewizyjnej, Państwowa Wyższa Szkoła Filmowa, Telewizyjna i Teatralna w Łodzi[4]

## Twórczość
W twórczości wykorzystuje uzyskane wykształcenie artystyczne, ponieważ dzięki doświadczeniu różnymi technikami nie czuje ograniczeń, jeśli chodzi o środki wypowiedzi.
W swoich pracach dowolnie używa różnych mediów, między którymi granice zacierają się i są dynamiczne.
Od 2007 roku skupia się na fotografii, którą posługuje się by realizować określone koncepcje.
Niedoskonałości i granice związana z widzeniem, zakłócenia w odbiorze dzieła malarskiego są przedmiotami jej zainteresowań. Również czerń, która reprezentuje ciemność znajduje odzwierciedlenie w jej twórczości.
Często wykorzystuje odcienie szarości i czerni. Minimalizm oraz precyzja charakteryzują jej twórczość.

### Wybrane wystawy
- 2013 – Mam tak samo, Szósta Dzielnica, Łódź[5][7]
- 2014 – Znamię, Galeria Imaginarium, Łódź[5][8][9]
- 2014 – 1/1, Centrum Promocji Młodych, Częstochowa[5][10]
- 2016 – Holes, Galeria GEDOK, Stuttgart[5][11]
- 2016 – Wyświetlanie, Galeria Imaginarium, Łódź[5][12]
- 2018 – Hodowla, Sztuka Wyboru, Gdańsk[5][13]

W 2017 roku opublikowała publikację Czerń nie jest, która poświęcona jest wystawom: Znamię, 1/1, Holes.

## Nagrody i stypendia
- 1996 – Stypendium Prezydenta Miasta Opola[5][6]
- 1999 – Wyróżnienie w XVIII Konkursie im. W. Strzemińskiego, ASP, Łódź[6]
- 2001 – Nagroda Grażyny Kulczyk, II Ogólnopolskie Biennale Grafiki Studenckiej, Poznań[5][6]
- 2001 – Nagroda Marszałka Województwa Łódzkiego , XVIII Konkurs im. Władysława Strzemińskiego, ASP, Łódź[5][6]
- 2003 – I miejsce, konkurs fotograficzny, II Międzynarodowy Festiwal Fotografii w Łodzi[5][6]
- 2003 – Nagroda Dziekana Wydziału Grafiki ASP w Poznaniu, III Ogólnopolskie Biennale Grafiki Studenckiej[5][6]
- 2004 – I nagroda, Ogólnopolski Konkurs Graficzny Triennale Tczewskie[5][6]
- 2004 – I nagroda, polska edycja konkursu graficznego krajów nadbałtyckich Network Baltic[5][6]
- 2004 – Stypendium szwedzkiego stowarzyszenia Grafikens Hus[6]
- 2006 – Nagroda Rektora ASP w Katowicach, Triennale Grafiki Polskiej Katowice[5][6]
- 2007 – Stypendium Ministra Kultury i Dziedzictwa Narodowego[5][6]
- 2007 – Główna nagroda na VI Międzynarodowym Biennale Grafiki, Liège, Belgia[5][6]
- 2007 – Wyróżnienie honorowe w IX Międzynarodowe Biennale Grafiki Caixanova, Hiszpania[5][6]
- 2008 – II nagroda na IX Biennale Grafiki Krajów Nadbałtyckich Kaliningrad-Koenigsberg, Rosja[5][6]
- 2010 – Nominacja do Grand Prix Fotofestiwal, IX Międzynarodowy Festiwal Fotografii, Łódź[6]